# Lago di Capodacqua
Il lago di Capodacqua (o Capo d'Acqua) è un piccolo lago artificiale dell'Abruzzo, originato dall'omonima sorgente che costituisce una delle tre fonti del fiume Tirino.

## Storia
Il toponimo Capodacqua o Capo d'Acqua, dal latino Caput Acquæ, "sorgente del fiume", è utilizzato sin dall'antichità per indicare l'omonima sorgente che fuoriesce dal bacino sotterraneo del Gran Sasso e, da qui, si immette nel Tirino che attraversa la vallata.
In corrispondenza di questo luogo nacque il villaggio che, in età normanna, contribuì alla fondazione di Capestrano. Nel 1934, nei suoi pressi, furono rinvenute le celebri statue della Dama e del Guerriero di Capestrano, risalenti al VI secolo a.C..
Nel 1965 fu decisa la costruzione di una diga a valle della sorgente per raccogliere le acque e consentire l'irrigazione dei campi di grano sottostanti. La realizzazione della diga inabissò le costruzioni presenti nel piccolo lembo di terra, tra cui un antico mulino eretto dalla famiglia Verlengia.

## Descrizione
È situato all'interno del territorio di Capestrano, nella valle del Tirino, ad un'altitudine di 340 m s.l.m. alle pendici del monte Scarafano. Raggiunge una profondità massima di 8 m.
A causa del continuo flusso idrico proveniente dalla sorgente, l'acqua del lago si presenta limpida e pulita, con una temperatura di 10 °C che si mantiene costante durante tutto l'anno e non consente il proliferare della vegetazione lacustre, assicurando un'ottima visibilità subacquea. Per la qualità dell'acqua e la presenza di due mulini sul fondale, il lago di Capodacqua è definito l'"Atlantide d'Abruzzo".
Il lago di Capodacqua costituisce la principale delle tre sorgenti – le altre due sono il lago sotterraneo di Capestrano e la sorgente di Presciano, entrambe sul lato destro del fiume – da cui ha origine il Tirino, affluente dell'Aterno-Pescara.